# Người Mỹ gốc Croatia
Người Mỹ gốc Croatia[a] (tiếng Anh: Crotian Americans, tiếng Croatia: Američki Hrvati) là người Mỹ có tổ tiên toàn bộ hoặc một phần từ người Croatia. Năm 2012, có 414.714 công dân Mỹ  người Croatia hoặc người sinh ra ở Croatia sống ở Hoa Kỳ theo sửa đổi từ Điều tra dân số Hoa Kỳ năm 2010. Con số này bao gồm tất cả những người liên kết với Hoa Kỳ có tổ tiên là người Croatia, cả những người sinh ra trong nước và công dân nhập tịch, cũng như những người có hai quốc tịch có liên kết với cả hai quốc gia hoặc nền văn hóa.
Người Mỹ gốc Croatia có quan hệ mật thiết với các nhóm sắc tộc người Mỹ gốc Âu khác, đặc biệt là người Mỹ gốc Slav và chủ yếu theo tín ngưỡng Công giáo Roma. Những khu vực có đông người Mỹ gốc Croatia bao gồm các khu vực đô thị của Chicago, Cleveland, Thành phố New York, Nam California và đặc biệt là Pittsburgh, nơi đóng quân của Liên minh Huynh đệ Croatia, xã hội lợi ích huynh đệ của người Croatia hải ngoại. Văn phòng Nhà nước về người Croatia ở nước ngoài của Croatia ước tính rằng có tới 1,2 triệu người Croatia và con cháu của họ sống ở Hoa Kỳ.